# Vítězslav Novák
Vítězslav Novák (Kamenice nad Lipou, Bohèmia, 5 de desembre de 1870 – Skuteč, Txecoslovàquia, 18 de juliol de 1949) fou un compositor postromàntic txec.
Novák va néixer al sud de Bohèmia, on ben aviat es va iniciar en el piano i la composició. Amb dinou anys es va traslladar a Praga per estudiar Dret i Filosofia, i també va seguir els estudis de música al conservatori de la ciutat, on entre els diferents professors va tenir a Antonín Dvořák.
Al cap d'uns anys, va néixer en Novák l'interès per la música popular, paral·lelament es va iniciar en el camp de la docència, primer com a professor i anys més tard va assolir el càrrec de director del conservatori, on va tenir alumnes que més tard serien famosos. El 1928, amb cinquanta-vuit anys, va rebre el títol de doctor honoris causa per la Universitat de Bratislava i va ser membre de diverses acadèmies musicals europees. Entre els seus alumnes també hi va haver Václav Dobiáš, Emil Axman i Alexander Moyzes i Vítězslava Kaprálová.
La seva música presenta una voluntat de transmissió de la tradició i alhora també presenta un fort component de patriotisme i d'aspiració de l'alliberament nacional d'Eslovàquia de la dominació hongaresa. Després del període que va fins a la Primera Guerra Mundial, la renovació de la música txeca que va suposar la irrupció al món de la música de Leoš Janáček, i les tendències que venien de Viena i França, van deixar a la música de Novák en una situació gairebé retrògrada, la qual cosa el va fer passar a dedicar-se més a l'ensenyament que a la composició.
En la darrera etapa de la seva producció però, les seves composicions van adquirir de nou un to patriòtic i exaltat. El coneixement de diverses llengües, així com el seu do d'home cultivat i amant de la literatura, fan que gairebé totes les seves obres escèniques i vocals tinguin un referent literari de primer ordre corresponent als millors escriptors de l'època.

## Òperes
- Zvíkovský rarášek (El follet de Zvíkov, 1915)
- Karlštejn (1916)
- Lucerna (La llanterna, 1923)
- Dědův odkaz (1926)

## Llista d'alumnes
- Krsto Odak,[2]
- Haig Gudenian[3]
- Dezider Kardos,
- Karel Hába,[4]
- Jaroslav Jeremiáš,[5]
- Ladislav Vycpálek,[6]
- Boleslav Vomáčka,[7]
- Jan Kunc,
- Fidelio Friedrich Finke.[8]
- Andrej Očenáš.[9]
- Karel Nedbal.[10]
- Václav Štěpán.[11]